# Grinderman
Grinderman – grupa rockowa założona przez członków grupy Nick Cave and the Bad Seeds – Nicka Cave’a, Warrena Ellisa, Martyna Caseya oraz Jima Sclavunosa.
11 grudnia 2011, po koncercie Grinderman na australijskim festiwalu Meredith Music w stanie Wiktoria, Nick Cave ogłosił, że tym występem zespół zakończył działalność.

## Muzycy
- Nick Cave – wokal prowadzący, gitara, organy, pianino
- Warren Ellis – gitara, wokal wspierający
- Martyn Casey – gitara basowa, gitara akustyczna, wokal wspierający
- Jim Sclavunos – perkusja, wokal wspierający

## Dyskografia
Albumy
| 2007                           | Grinderman - Data: 5 marca 2007 - Wydawca: Mute Records       | 38 | 15 | 55 | 23 | 32 |
| 2010                           | Grinderman 2 - Data: 13 września 2010 - Wydawca: Mute Records | –  | 8  | 26 | 14 | –  |
| „—” pozycja nie była notowana. |                                                               |    |    |    |    |    |

Single
| 2007                           | Get It On                         | –  | –  |
| 2007                           | No Pussy Blues                    | –  | 64 |
| 2007                           | (I Don’t Need You To) Set Me Free | –  | –  |
| 2010                           | Heathen Child                     | 41 | –  |
| 2010                           | Worm Tamer                        | 52 | –  |
| „—” pozycja nie była notowana. |                                   |    |    |